# Eliana Mall
Eliana Mall este un centru comercial în Brașov. A fost deschis în mai 2004 în urma unei investiții de aproape șapte milioane de euro a grupului de firme Atlanta House, patronat de omul de afaceri Maor Zinger.Eliana Mall (alături de centrul de bricolaj Eliana Home) este situat la ieșirea din Brașov spre Bran. Centrul comercial se întinde pe 17.000 mp, din care aproape două treimi sunt alocați magazinelor..Aproximativ 10.000 de metri pătrați sunt ocupați de spații comerciale. Complexul, o construcție cu parter și etaj, este un mix care adăpostește 45 de magazine, trei cinematografe multiplex, fiecare având 70 de locuri, fast-food și restaurante, bancă și farmacie. Eliana Mall avea la momentul deschiderii o parcare supraetajată cu 400 de locuri.